# Командир роти

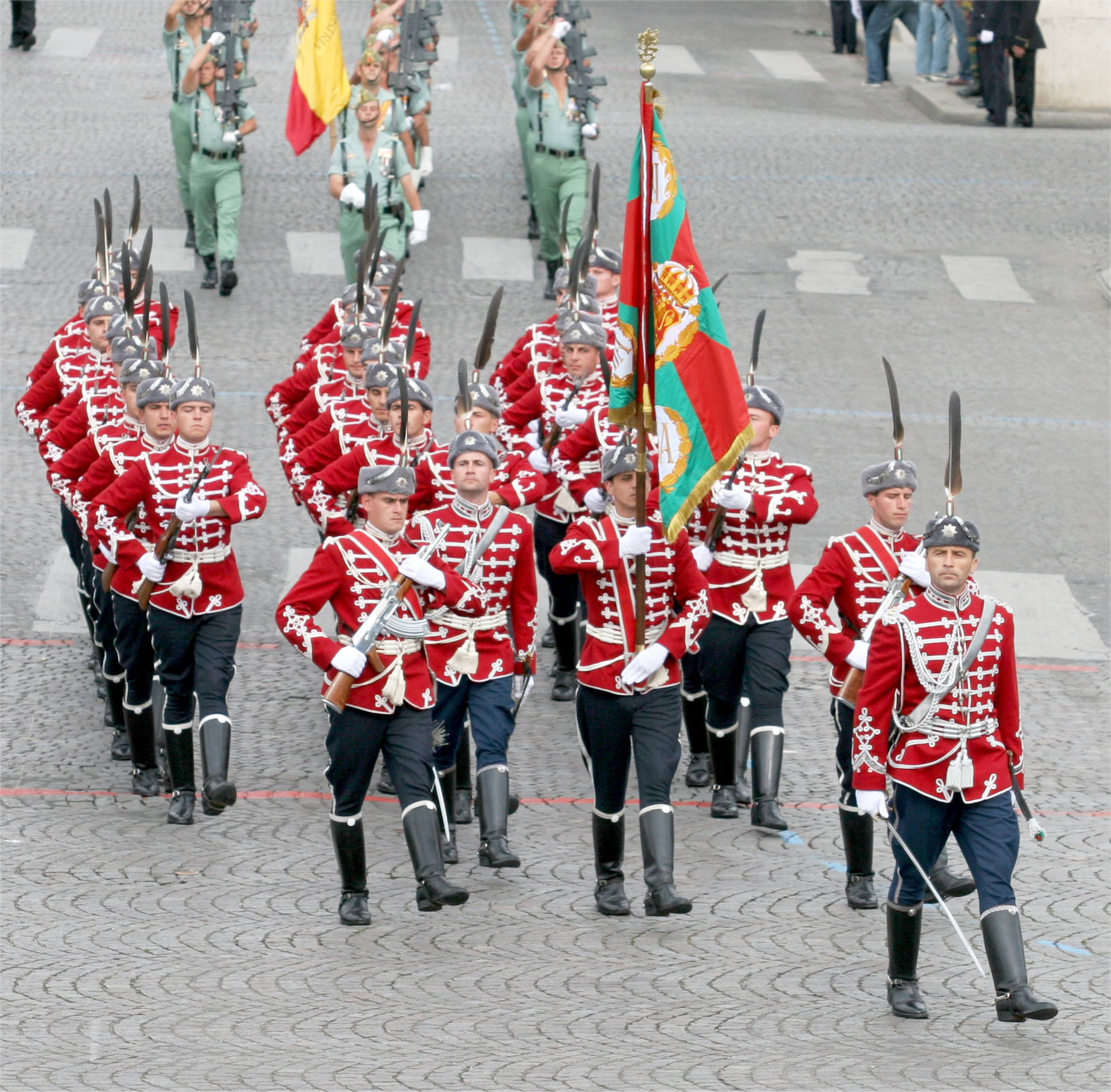
Командир роти почесної варти веде урочистим маршем по Єлисейських Полях колону солдатів болгарської армії на військовому параді з нагоди Дня взяття Бастилії. Париж. Франція. 14 липня 2007

Стандартне позначення піхотної роти в НАТО

Команди́р роти — у військовій справі — військова посада молодшого офіцерського складу у сухопутних (рідко у військово-повітряних та військово-морських силах) Збройних силах більшості країн, яка здійснює командування ротою (батареєю) — підрозділом, що налічує, як правило, від двох до чотирьох взводів, з особовим складом загальною чисельністю 50-300 чол.
Загальна чисельність особового складу роти (батареї) залежить від військових традицій країни, виду Збройних сил, роду військ та його функціонального призначення. Входить до складу батальйону (дивізіону) (також може бути й окремою).
Військове звання командира роти у Збройних Силах України — капітан. Водночас, для посади командира навчальної роти військове звання може бути майор.